# إسحاق جي. غوردون
إسحاق جي. غوردون (بالإنجليزية: Isaac G. Gordon)‏ هو محامي أمريكي، ولد في 22 ديسمبر 1819 في Lewisburg, Pennsylvania ‏ في الولايات المتحدة، وتوفي في 4 سبتمبر 1893.